# Чотири книги і п'ять канонів
Чотири книги і п'ять канонів (кит. трад. 四書五經, спр. 四书五经, піньїнь: Sìshū Wǔjīng) — добірка визначальних творів конфуціанства, яка протягом століть була частиною державної навчальної програми і державних іспитів Китаю. Усі вони були написані у Стародавньому Китаї в період Східної династії Чжоу до 300 року до н. е.

## Чотири книги
Чотири книги (кит. трад. 四書, акад. Си Шу) — це класичні китайські твори, що ілюструють основні цінності та вірування конфуціанства. Вони були відібрані Чжу Сі у час династії Сун, щоб послужити загальним вступом до конфуціанської думки. У періоди династій Мін і Цін вони стали основою офіційної програми для іспитів на державну службу.
Велике вчення
Початково це був один розділ у «Книзі обрядів». Складається із короткого основного тексту, приписуваного самому Конфуцію, і дев'яти розділів коментарів Цзенцзи, одного з учнів Конфуція. Його важливість ілюструється передмовою Цзенцзи, у якій він називає цей твій брамою до знань. Він важливий тим, що виражає багато тем китайської філософії та політичного мислення, і тому був надзвичайно впливовим як на класичну, так і на сучасну китайську думку. Урядування, самовдосконалення та дослідження сутності речей є взаємопов'язаними.
Вчення про середнє
Ще один розділ із «Книги обрядів», приписуваний онуку Конфуція Цзиси. Мета цієї короткої книги, що скаладається з 33 розділів, продемонструвати корисність золотого шляху до досягнення досконалої чесноти. Головною темою є Шлях (дао, 道), який прописаний небесами не лише правителю, а й кожній людині. Слідувати цим небесним настановам шляхом освіти й навчання інших автоматично призведе до конфуціанської чесноти. Оскільки Небеса встановили шлях до досконалої чесноти, не так вже й важко йти за кроками святих правителів минувшини, якщо тільки знати правильний шлях.
Бесіди і судження
Збірка промов Конфуція та його учнів, а також їхніх дискусій. З часів Конфуція «Бесіди і судження» дуже вплинули на філософію та моральні цінності Китаю, а пізніше також й інших країн Східної Азії. Імперські іспити, започатковані за династії Суй і скасовані лише із заснуванням Китайської Республіки, акцентували увагу на конфуціанських студіях та очікували від абітурієнтів цитування слів Конфуція у своїх есе.
Мен-цзи
Збірка бесід вченого Мен-цзи із правителями свого часу. На відміну від висловів Конфуція, які є короткими і самодостатніми, книга «Мен-цзи» складається із довгих діалогів із розлогою прозою.

## П'ять канонів
П'ять канонів (кит. трад. 五經, піньїнь: Wǔjīng) — це п'ять книг написаних у Китаї до династії Цінь, які є важливою частиною традиційного конфуціанського доробку. Деякі з цих текстів набули ваги ще до періоду Воюючих царств. Мен-цзи, провідний конфуціанський вчений того часу, вважав хроніку «Весен та осеней» («Чуньцю») рівнозначною напівлегендарним хронікам ранніших періодів. Під час Західної династії Хань, яка прийняла конфуціанство як свою офіційну ідеологію, ці тексти стали частиною навчальної програми, спонсорованої державою. Саме в цей період ці книги вперше почали розглядати разом як збірку і сукупно називати їх «п'ятьма канонами». П'ятьма канонами є:
Книга поезії
Збірка з 305 віршів поділена на 160 народних пісень, 105 святкових пісень, які призначалися для придворних церемоній, і 40 гімнів і панегіриків, що їх співали під час жертвоприношень героям та духам предків монаршого дому.
Книга документів
Збірка документів і промов, які нібито були написані правителями та чиновниками раннього періоду Чжоу і раніше. Можливо, це найдавніший китайський наратив, що може датуватися 6 ст. до н. е. Містить приклади ранньої китайської прози.
Книга обрядів
Описує стародавні обряди, соціальні форми та придворні церемонії. Версія, яка вивчається сьогодні, є переробленою версією, укладеною вченими у третьому ст. до н. е., а не оригінальним текстом, який, як кажуть, був відредагований самим Конфуцієм.
Ї Цзін (Книга змін)Книга містить систему ворожіння, схожу до західної геомантії або західноафриканської системи Іфа. У західних культурах і сучасній Східній Азії «Ї Цзін» досі широко використовується з такою метою.
Хроніка весен та осеней
Історичний літопис держави Лу, рідного царства Конфуція. Охоплює період від 722 до 481 року до н. е.
«Класику музики» («Юецзін») іноді називають шостим каноном, але її було втрачено під час Спалювання книг і страти книжників у 213 році до н. е.